# Jacques Harden
Pour les articles homonymes, voir Harden.
Jacques Hérisson, dit Jacques Harden, est un acteur français, né le 8 août 1925 à Paris 16e et mort le 20 mars 1992 à Paris 10e.

## Biographie
Jacques Marie Elie Hérisson est né le 8 août 1925 dans le 16e arrondissement de Paris.
Second rôle populaire durant une vingtaine d'années, de Manèges (1949) à La Peau de Torpedo (1969), Jacques Harden est un habitué des films d'espionnage, d'aventure et d'action. Il joue dans de nombreux films du cinéma français, notamment Gervaise (1956), Les Misérables (1958), Fortunat (1960), OSS 117 se déchaîne (1964)…
Il participe à de nombreux téléfilms et séries célèbres, entre autres dans Navarro, Commissaire Moulin, Les Brigades du Tigre, L'inspecteur Leclerc enquête, Thierry la Fronde dont il est le coscénariste[réf. souhaitée] des cinquante-deux épisodes avec Jean-Claude Deret.
Entre 1955 et 1958, il enregistre aussi quelques chansons, dont Adieu Tony.
Il meurt le 20 mars 1992 dans le 10e arrondissement de Paris.

## Filmographie

### Cinéma
- 1949 : Manèges d'Yves Allégret
- 1950 : Sans laisser d'adresse de Jean-Paul Le Chanois : un journaliste
- 1951 : Identité judiciaire d'Hervé Bromberger
- 1952 : Les Dents longues de Daniel Gélin : M. Caraten, un invité à la soirée
- 1955 : Gervaise de René Clément : Goujet
- 1956 : Baratin de Jean Stelli : François
- 1958 : Les Misérables de Jean-Paul Le Chanois, film tourné en deux époques : Courfeyrac
- 1960 : Fortunat d'Alex Joffé : le passeur de Tom
- 1961 : Lola de Jacques Demy : Michel
- 1961 : Une aussi longue absence d'Henri Colpi : le camionneur
- 1961 : L'assassin est dans l'annuaire de Léo Joannon : Bertrand
- 1962 : Les Femmes d'abord de Raoul André : Griffin
- 1963 : Fort du fou de Léo Joannon : Hérange
- 1963 : OSS 117 se déchaîne d'André Hunebelle : Roos
- 1964 : Les Chiens dans la nuit de Willy Rozier : le professeur
- 1965 : Nick Carter et le trèfle rouge de Jean-Paul Savignac : Horbert
- 1965 : Les Ruses du diable de Paul Vecchiali
- 1966 : La Fantastique Histoire vraie d'Eddie Chapman ou Triple cross  de Terence Young : le prisonnier canadien
- 1967 : Les Risques du métier d'André Cayatte : R. Arnaud
- 1969 : La Peau de Torpedo de Jean Delannoy : l'inspecteur de police
- 1980 : La Cité des femmes (La citta della donne) de Federico Fellini : il participe uniquement au doublage

### Télévision
- 1956 : En votre âme et conscience, épisode : Le secret des Feynarou de Claude Barma
- 1959 : Les Trois Mousquetaires de Claude Barma
- 1963 : L'inspecteur Leclerc enquête : L'agent double de Maurice Cazeneuve
- 1968 : Guillaume le Conquérant de Jean Herman
- 1969 : 
  - Au théâtre ce soir : Many d'Alfred Adam, mise en scène Pierre Dux, réalisation Pierre Sabbagh, théâtre Marigny
  - Thibaud ou les Croisades :  le comte de Morlay "le scorpion de Judée";
- 1970 : Noële aux quatre vents (feuilleton télévisé) d'Henri Colpi : Yannis Karassos
- 1970 : Adieu Mauzac, de Jean Kerchbron. Le téléfilm relate l’évasion du camp de Mauzac du 16 juillet 1942 ; Jacques Harden joue le rôle de Michael Trotobas.
- 1971 : Le Voyageur des siècles de Jean Dréville
- 1971 :  Aux frontières du possible  : épisode : Protection spéciale aux ultra-sons U de Claude Boissol
- 1972 : Les Fossés de Vincennes, téléfilm de Pierre Cardinal : Hutin
- 1972 : Pouchkine (d'après l'œuvre d'Henri Troyat), téléfilm de Jean-Paul Roux : Nicolas Ier
- 1974 : Les Brigades du Tigre de Victor Vicas, épisode : Les Vautours : Oswald
- 1974 : La Folie des bêtes, feuilleton télévisé de Fernand Marzelle
- 1975 : Salvator et les Mohicans de Paris (d'Alexandre Dumas), feuilleton de Bernard Borderie : Charette
- 1975 : Les Peupliers de la Prétentaine (série télévisée) de Jean Herman
- 1978 : Sam et Sally de Nicolas Ribowski, épisode : Week-end à Deauville
- 1982 :  Commissaire Moulin, épisode Une promenade en forêt : Calaud

## Théâtre
- 1950 : George et Margaret de Marc-Gilbert Sauvajon et Jean Wall, mise en scène Jean Wall, théâtre Daunou
- 1953 : Une femme par jour de Jean Boyer, musique Georges Van Parys, mise en scène Roland Armontel, théâtre de Paris
- 1960 : Le Zéro et l'infini de Sidney Kingsley, mise en scène André Villiers, théâtre Antoine
- 1960 : La Collection Dressen de Harry Kurnitz, adaptation Marc-Gilbert Sauvajon, mise en scène Fernand Ledoux, théâtre des Célestins
- 1961 : Louisiane de Marcel Aymé, mise en scène André Villiers, théâtre de la Renaissance
- 1964-1965 : Lucrèce Borgia de Victor Hugo, mise en scène Bernard Jenny, théâtre du Vieux-Colombier, Festival du Marais, grand théâtre romain Lyon, Festival de Montauban et théâtre des Galeries, Bruxelles
- 1965 : Saint-Euloge de Cordoue de Maurice Clavel, mise en scène Bernard Jenny, théâtre du Vieux-Colombier
- 1966 : Monsieur Dodd d'Arthur Watkyn, mise en scène Jacques-Henri Duval, théâtre des Variétés
- 1966 : Seule dans le noir de Frederick Knott, adaptation Raymond Castans, mise en scène Raymond Rouleau, théâtre Édouard-VII
- 1967 : Le Roi Lear de William Shakespeare, mise en scène Georges Wilson, TNP théâtre de Chaillot
- 1968 : La Mère de Bertolt Brecht, mise en scène Jacques Rosner, TNP théâtre de Chaillot
- 1968 : Le Mystère de River Lodge de Reginald Long, mise en scène Daniel Crouet, théâtre Charles-de-Rochefort
- 1968 : Le Verdict de James Cartier, mise en scène Daniel Crouet, théâtre Charles-de-Rochefort
- 1969 : La Résistible Ascension d'Arturo Ui de Bertolt Brecht, mise en scène Georges Wilson, TNP théâtre de Chaillot
- 1970 : Un piano dans l'herbe de Françoise Sagan, mise en scène André Barsacq, théâtre de l'Atelier
- 1971 : Du côté de chez l’autre d’Alan Ayckbourn, mise scène Robin Midgley, théâtre des Célestins
- 1972 : Le Cid de Corneille, mise en scène Michel Favory, théâtre des Célestins

## Doublage
- 1958 : Salomon et la Reine de Saba : Benaja[Qui ?]
- 1958 : Les Grands Espaces : Jampes McKay (Gregory Peck)
- 1959 : Tout près de Satan : le major Haven (Richard Wattis)
- 1963 : Cléopâtre : Apollodorus (Cesare Danova)
- 1965 : Opération Tonnerre : Emilio Largo (Adolfo Celi)
- 1968 : La Brigade du diable : le lieutenant-colonel Robert T. "Bob" Frederick (William Holden)
- 1968 : La Charge de la brigade légère : le capitaine Featherstonhaugh (Corin Redgrave)
- 1978 : La Grande Menace : le présentateur du bulletin d'information (Gordon Honeycombe) (1er doublage)
- 1979 : Star Trek, le film : M. Spock (Leonard Nimoy) (1er doublage)

## Discographie
45 T EP Vogue
- 1955 : Mais les vrais amoureux ; Bonjour Paris / Qu'est-ce que tu foutras au ciel ; La Ville
- 1956 : Davy Crockett ; Gervaise ; Marguerite de la nuit
- 1957 : Hop diguidi ; La Polka du colonel / Moby Dick ; Le Faux Monnayeur
- 1958 : Julot, poil dans la main ; La Mistoufle / Johnny Tremain ; Adieu Tony